# Heinrich Rudolf Hertz
Heinrich Rudolf Hertz ili Heinrich Hertz (Hamburg, 22. veljače 1857. – Bonn, 1. siječnja 1894.), njemački fizičar. Doktorirao (1880.) na Sveučilištu u Berlinu. Radio u Sveučilištu u Kielu (od 1883. do 1885.), bio profesor fizike na Sveučilištu u Karlsruheu (od 1885. do 1889.) i ravnatelj Fizikalnoga instituta u Bonnu (od 1889. do 1894.). Proučavao je Maxwellovu teoriju elektromagnetizma i 1888. prvi pokusima dokazao postojanje elektromagnetskih valova s pomoću takozvanog Hertzova oscilatora (dipola). Elektromagnetske valove stvorene u jednome titrajnome krugu prenosio je na drugi, mjerio njihovu brzinu i valnu duljinu i pokazao da se reflektiraju, lome i polariziraju poput svjetlosnih valova. Usput je opazio i fotoelektrični učinak, (koji je kasnije objasnio Albert Einstein) kada je primijetio da je električki nabijeno tijelo gubi električni naboj ako je izloženo djelovanju ultraljubičastog zračenja. Njegova su otkrića dovela do razvoja bežične telegrafije radio valovima, koja je nadomjestila telegrafiju električnom strujom. Po njem su nazvani mjerna jedinica za frekvenciju herc i krater na Mjesecu (Hertz (krater)).
Hertz je rođen u Hamburgu, Njemačka u židovskoj obitelji koja je poslije preobraćena u kršćanstvo. Otac mu je bio savjetnik u Hamburgu, a majka doktorova kći. Za vrijeme školovanja u sveučilištu u Berlinu pokazao je veliko zanimanje i sposobnost za znanosti i jezike; a učio je arapski i sanskrt. Znanosti i inženjering studirao je u Dresdenu, Münchenu i Berlinu. Bio je učenik Gustava R. Kirchhoffa i Hermanna von Helmholtza. Nakon Michelsonovog pokusa 1881. (prethodnik Michelson-Morleyjeva pokusa iz 1887.) koji je dokazao nepostojanje etera, Hertz je izmijenio Maxwellove jednadžbe i došao do novog otkrića. Tijekom pokusa otkrio je da električni signali mogu putovati kroz zrak, kao što su pretpostavili James Clark Maxwell i Michael Faraday, i to je bila baza za otkriće i izradu radija. Hertz je preminuo od trovanja krvi u Bonnu u dobi od 37 godina.
Njegov nećak Gustav Ludwig Hertz dobio je Nobelovu nagradu, a Gustavov sin Carl Hellmuth Hertz otkrio je ultrazvuk.

## Hertzovi pokusi
Teoriju elektromagnetskih oscilacija razradio je engleski fizičar Maxwell 1863. On je svojom teorijim našao da se elektromagnetski valovi šire u vakuumu istom brzinom (300 000 km/s) kao i valovi svjetlosti i da imaju ista svojstva. Valjanost Maxwellove teorije potvrdio je svojim pokusima njemački fizičar Hertz 1888. Pri tom se Hertz služio aparatom za proizvodnju oscilacija koji se zove oscilator. Taj se oscilator sastoji od dviju metalnih šipki koje na svojim unutarnjim krajevima imaju metalne kuglice. Te su kuglice spojene s induktorom koji ih nabija. Kadgod između kuglica preskoči električna iskra, nastaju električne oscilacije. U iskrištu je električna struja najjača, a na krajevima šipki jednaka je nuli. Drugim riječima, u iskrištu nastaju trbusi, a na krajevima šipki čvorovi elektromagnetskog vala. 
Za dokaz elektromagnetskih valova služi aparat koji se zove rezonator. Taj se rezonator sastoji također od dvije ravne šipke na čijim se unutarnjim krajevima nalaze kuglice. Da bi rezonator prilagodio na rezonanciju, Hertz je mijenjao njegov električni kapacitet tako da je produljivao ili skraćivao duljinu šipki. Kada je rezonator u rezonanciji s oscilatorom i ako je s njime paralelan, između kuglica rezonatora preskakat će električna iskra. Budući da se električna iskra slabo vidi, rezonator se veže za drugi aparat koji se zove koherer, a s njime je zajedno u spoju električno zvonce i galvanska baterija.

### Hertzov dipol
Hertzov dipol poseban je oblik električnog dipola u kojem naboji neprestano titraju, a tomu je posljedica emitiranje elektromagnetskih valova u prostor. Pojava je osobito izražena ako je dipol ostvaren električnim vodičem kojemu je duljina cjelobrojni višekratnik polovice valne duljine emitiranih valova. Zato je poluvalni Hertzov dipol osnovna sastavnica mnogih antena.